# Joseph Athale
Joseph Athale (11 luglio 1995) è un calciatore francese  nato in Nuova Caledonia, centrocampista dell'Hienghène Sport e della nazionale neocaledoniana.

## Carriera

### Club
In carriera ha segnato 4 gol in 11 presenze nella OFC Champions League; nel 2019 ha partecipato ai Mondiali per Club, giocandovi una partita.

### Nazionale
Nel 2016 ha partecipato alla Coppa d'Oceania.

## Statistiche

### Cronologia presenze e reti in nazionale
| Cronologia completa delle presenze e delle reti in nazionale ― Nuova Caledonia | Cronologia completa delle presenze e delle reti in nazionale ― Nuova Caledonia | Cronologia completa delle presenze e delle reti in nazionale ― Nuova Caledonia | Cronologia completa delle presenze e delle reti in nazionale ― Nuova Caledonia | Cronologia completa delle presenze e delle reti in nazionale ― Nuova Caledonia | Cronologia completa delle presenze e delle reti in nazionale ― Nuova Caledonia | Cronologia completa delle presenze e delle reti in nazionale ― Nuova Caledonia | Cronologia completa delle presenze e delle reti in nazionale ― Nuova Caledonia |
| Data                                                                           | Città                                                                          | In casa                                                                        | Risultato                                                                      | Ospiti                                                                         | Competizione                                                                   | Reti                                                                           | Note                                                                           |
| ------------------------------------------------------------------------------ | ------------------------------------------------------------------------------ | ------------------------------------------------------------------------------ | ------------------------------------------------------------------------------ | ------------------------------------------------------------------------------ | ------------------------------------------------------------------------------ | ------------------------------------------------------------------------------ | ------------------------------------------------------------------------------ |
| 10-10-2024                                                                     | Suva                                                                           | Nuova Caledonia                                                                | 3 – 1                                                                          | Papua Nuova Guinea                                                             | Qual. Mondiali 2026                                                            | 1                                                                              |                                                                                |
| Totale                                                                         |                                                                                | Presenze                                                                       | 1                                                                              |                                                                                | Reti                                                                           | 1                                                                              |                                                                                |

## Palmarès

### Club

#### Competizioni nazionali
- Super Ligue: 1

Hienghène Sport: 2019
- Coupe de Nouvelle Calédonie: 1

Hienghène Sport: 2019

#### Competizioni internazionali
- OFC Champions League: 1

Hienghène Sport: 2019